# Jody Linscott
Jody Linscott je americká studiová hudebnice a perkusionistka žijící od roku 1971 v Anglii. Má dvě děti, je autorkou dvou dětských knih vydaných v nakladatelství Doubleday.

## Hudební kariéra
Spolupracovala s mnoha významnými hudebníky, jakými jsou Dido, Elton John, The Who, Mike Oldfield, Emily Burridge, Billy Bragg, Eric Clapton, Phil Collins, David Gilmour, Roger Daltrey, Ray Davies, John Entwistle, John Wesley Harding, Kokomo, Patti LaBelle, Nils Lofgren, John Mayall, Franklin Micare, Robert Palmer, Pet Shop Boys, Simon Phillips, David Sanborn, Pete Townshend, Jay-Z, Avril Lavigne, Tom Jones, Daryl Hall, Atomic Kitten, Bryan Adams, Don Henley, Swing Out Sister, The Clash, Billy Squier, Snowy White, Paul McCartney, Hamish Stuart, Sam Brown, Joan Armatrading, The Waterboys, Bryan Ferry, Take That, Natasha Bedingfield nebo Will Young.
Účastnila turné jako perkusionistka například turné Davida Gilmoura v roce 1984 nebo The Who roku 1989. V roce 1994 se představila na živém albu A Celebration: The Music of Pete Townshend and The Who, které bylo nahráno na koncertě v Carnegie Hall při příležitosti 50. narozenin zpěváka The Who Rogera Daltreyho. V roce 2007 se Linscottová zúčastnila koncertu na počest princezny Diany.

## Filmografie
Objevila se v řadě filmů, videoklipů a záznamů koncertů včetně:
- All the Best Cowboys Have Chinese Eyes (1982)
- Give My Regards to Broad Street (1984)
- David Gilmour: Live At Hammersmith Odeon (1984)
- Stand by Me: AIDS Day Benefit (1987)
- The Who Live at Giants Stadium (1989)
- Mike Oldfield: Tubular Bells III premiere in Horse Guards Parade London (1998)
- A Celebration: The Music of Pete Townshend and The Who (1994)
- The Who: Thirty Years of Maximum R&B (1994)
- Mastercard Masters of Music Concert for The Prince's Trust (1996)
- Mike Oldfield: The Millennium Bell Live in Berlin (1999)
- Pete Townshend: VH1 Storytellers (2000) (TV)
- Pete Townshend: Music From Lifehouse (2000)
- Dido Live (2005)
- The Who: Tommy and Quadrophenia Live with Special Guests (2005)
- Don Henley: All She Wants to Do Is Dance